# Činorodost

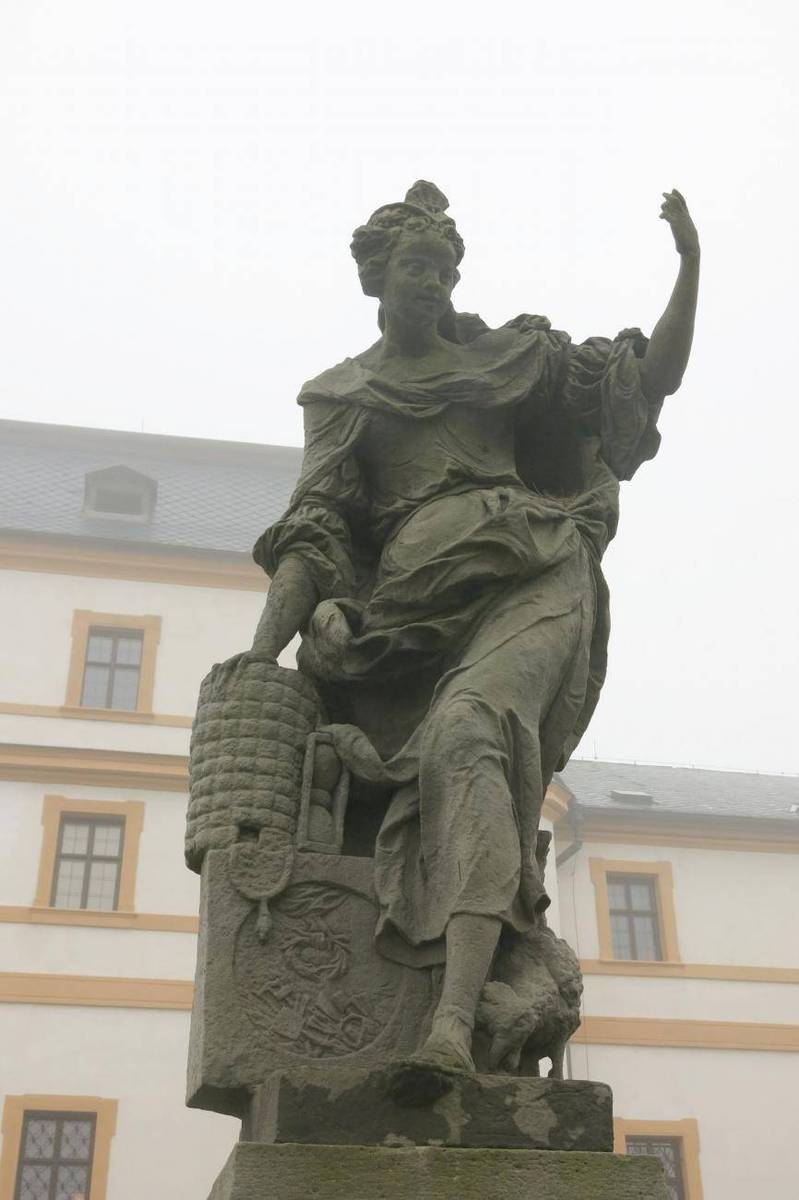
Socha alegorie Píle v Kuksu

Činorodost, (lat. industria) je jednou ze sedmi ctností, které jsou opakem hříchu.
Znamená úsilí, pracovitost, píli, přičinlivost, iniciativu. Je to přiměřená a důkladná přirozenost v činění a konání. Energická pracovní morálka. Pro dosažení je třeba hospodařit dobře s časem, sledovat vlastní činnosti a vyvarovat se lenivosti. Jedná se o důsledné využití vlastních možností a schopností, jak ve fyzickém, tak i v duchovním světě. Přílišná činorodost se však stává nepříliš pozitivní vlastností - horlivostí.[zdroj?]
Opakem činorodosti je lenost (lat. acedia).